# Kisar, Szabolcs-Szatmár-Bereg
Kisar  este un sat în districtul Fehérgyarmat, județul Szabolcs-Szatmár-Bereg, Ungaria, având o populație de 1.101 locuitori (2011). 

## Demografie
Componența etnică a satului Kisar
     Maghiari (85,91%)
     Romi (14,09%)
Componența confesională a satului Kisar
     Reformați (55,04%)
     Fără religie (25,25%)
     Romano-catolici (3,54%)
     Necunoscută (15,08%)
     Alte religii (1,54%)
Conform recensământului din 2011, satul Kisar avea 1.101 locuitori. Din punct de vedere etnic, majoritatea locuitorilor (85,91%) erau maghiari, cu o minoritate de romi (14,09%).  Din punct de vedere confesional, majoritatea locuitorilor (55,04%) erau reformați, existând și minorități de persoane fără religie (25,25%) și romano-catolici (3,54%). Pentru 15,08% din locuitori nu este cunoscută apartenența confesională.